# Carex crus-corvi
Carex crus-corvi là một loài thực vật có hoa trong họ Cói. Loài này được Shuttlew. ex Kunze mô tả khoa học đầu tiên năm 1844.